# Пещеровский
Пещеровский — хутор в Суровикинском районе Волгоградской области России. Входит в состав Верхнесолоновского сельского поселения.

## История
В «Списке населённых мест Земли Войска Донского», изданном в 1864 году, населённый пункт упомянут как хутор Пещерский в составе юрта станицы Кобылянской Второго Донского округа, при речке Солоной, расположенный в 17 верстах от окружной станицы Нижне-Чирской. В Пещерском имелось 30 дворов и проживало 234 человека (102 мужчины и 132 женщины).

Согласно Списку населённых мест Области Войска Донского по переписи 1873 года в населённом пункте насчитывался 31 двор и проживало 82 души мужского и 99 женского пола.

В 1921 году в составе Второго Донского округа включен в состав Царицынской губернии.

## География
Хутор находится в юго-западной части Волгоградской области, на правом берегу реки Солоная (Соленая), на расстоянии примерно 27 километров (по прямой) к югу от города Суровикино, административного центра района. Абсолютная высота — 55 метров над уровнем моря.

Климат классифицируется как влажный континентальный с тёплым летом (согласно классификации климатов Кёппена — Dfa).
Часовой пояс
Хутор Пещеровский, как и вся Волгоградская область, находится в часовой зоне МСК (московское время). Смещение применяемого времени относительно UTC составляет +3:00.

## Население
| 2010 |
| ---- |
| 148  |

Гендерный состав
По данным Всероссийской переписи населения 2010 года в гендерной структуре населения мужчины составляли 48,6 %, женщины — соответственно 51,4 %.
Национальный состав
Согласно результатам переписи 2002 года, в национальной структуре населения русские составляли 52 %, чеченцы — 31 %.

## Инфраструктура
В Пещеровском функционируют фельдшерско-акушерский пункт и сельский клуб.

## Улицы
Уличная сеть хутора состоит из одной улицы (ул. Заречная).